# Szpital Wojewódzki im. Kardynała Stefana Wyszyńskiego w Łomży
Szpital Wojewódzki im. Kardynała Stefana Wyszyńskiego w Łomży – szpital w Łomży, położony przy Alei Józefa Piłsudskiego 11, świadczący usługi medyczne poziomu podstawowego i specjalistycznego.
W skład szpitala wchodzi 19 oddziałów, na których znajdują się 642 łóżka. Szpital, jako jeden z nielicznych w województwie podlaskim, posiada na wyposażeniu aparat do kruszenia kamieni w układzie moczowym metodą nieinwazyjną ESWL oraz sprzęt do badań urodynamicznych. Placówka dysponuje również tomografem komputerowym, mammografem, ultrasonografami, aparatami rentgenowskimi czy densytometrami. Szpital pełni codziennie ostry dyżur na wszystkich oddziałach.

## Historia
Początki szpitala datuje się na XIX wiek, kiedy to placówka była zakładem dobroczynnym, który opiekował się starcami i nędzarzami. W 1890 roku szpital rozpoczął działalność skierowaną do wszystkich chorych. W latach 1920–1939 szpital nosił nazwę Publiczny Szpital Łomżyńskiego Powiatowego Związku Komunalnego pod wezwaniem Św. Ducha i miał swoją siedzibę przy ulicy Wiejskiej. Szpital posiadał wówczas cztery oddziały: chirurgiczny, ginekologiczny, położniczy oraz internistyczny. W tym samym czasie w Łomży istniał Szpital Żydowski, założony w 1857 roku przy ulicy Senatorskiej. Po wysiedleniu przez hitlerowców mieszkańców getta w 1942 roku powstał tam szpital zakaźny. Drugi szpital zakaźny w mieście znajdował się przy ulicy Krzywe Koło. W 1965 roku szpital przy ulicy Wiejskiej otrzymał budynek przy ul. M. Curie-Skłodowskiej 1. Następne rozszerzenie działalności szpitala miało miejsce w 1972 roku, gdy otwarto dwa nowe oddziały w oddzielnym budynku: oddział zakaźny i płucny. 27 września 1996 roku nastąpiło otwarcie nowej siedziby szpitala przy Alei Józefa Piłsudskiego 11, do którego były stopniowo przenoszone oddziały ze „starego” szpitala oraz uruchomiono nowe, specjalistyczne oddziały.